# Съблимити (град, Орегон)
Съблимити (на английски: Sublimity) е град в окръг Мариън, щата Орегон, САЩ. Съблимити е с население от 2148 жители (2000) и обща площ от 2,5 km². Намира се на 167,9 m надморска височина. ЗИП кодът му е 97385, а телефонният му код е 503.